# Malária associada à gravidez
Malária associada à gravidez (MAG) ou malária placentária é uma manifestação da malária na gravidez que representa risco de vida tanto para gestantes quanto para os fetos não nascidos. A MAG ocorre quando uma gestante contrai malária, geralmente em consequência da infecção por Plasmodium falciparum, e, por estar grávida, apresenta maior risco de complicações associadas, como a malária placentária. A malária placentária interfere na transmissão de substâncias vitais através da placenta fetal, o que pode resultar em natimortos, abortos e baixo peso ao nascer.
A prevenção e o tratamento da malária são componentes essenciais do pré-natal em áreas tropicais e subtropicais afetadas pela doença, e por isso têm recebido grande atenção internacional.

## Sinais e sintomas
Os sintomas da malária incluem mal-estar, cefaleia, fadiga, febre, dores musculares, dor abdominal, náusea e vômito. Casos mais graves podem apresentar convulsões e até coma. Mulheres afetadas pela MAG que tenham resistência natural à malária podem apresentar sintomas normais, leves ou inexistentes e, portanto, muitas vezes não buscarão atendimento médico adequado.

## Causa

### Transmissão
A transmissão da malária ocorre quando humanos são picados por mosquitos infectados com o parasita Plasmodium falciparum, que entra na corrente sanguínea como esporozoítos. Nos 7 a 30 dias seguintes, os esporozoítos se transformam em merozoítos no fígado e reentram na corrente sanguínea para infectar eritrócitos.

### Fatores de risco
Gestantes e fetos não nascidos são mais suscetíveis à infecção por malária devido às complicações da gravidez e à agregação de eritrócitos ao redor da placenta. Os eritrócitos infectados expressam a variante VAR2CSA da PfEMP1 (P. falciparum erythrocyte membrane protein 1), que lhes permite ligar-se ao sulfato de condroitina A (CSA) nos proteoglicanos placentários e se acumular nos espaços intervilosos da placenta, bloqueando o fluxo de nutrientes e causando inflamação.
As mulheres são mais suscetíveis à infecção no início da primeira gravidez devido à ausência de anticorpos. As infectadas pelo vírus da imunodeficiência humana (HIV) também apresentam maior risco de infecção e de sintomas associados devido à maior carga parasitária na placenta durante a gestação.

## Mecanismo
P. falciparum expressa proteínas na superfície dos eritrócitos infectados (EI), ajudando-os a se ligar a uma forma de sulfato de condroitina A (CSA) pouco sulfatada no espaço interviloso placentário. Por esse processo, o parasita evita ser filtrado pelo baço, onde seria eliminado da corrente sanguínea e morto. Quando selecionados in vitro para ligação ao CSA, o único gene superexpresso nos parasitas P. falciparum foi o gene var2csa. Clones de parasitas nos quais o gene var2csa foi interrompido perderam a capacidade de aderir ao CSA bloqueando a ligação dos EI. Sua proteína, VAR2CSA (Antígeno de Superfície Variante 2-CSA), pertence à família das PfEMP1 e contém seis domínios DBL (Duffy binding-like). As regiões que mediam a ligação ao CSA não foram totalmente definidas, mas DBL2, DBL3 e DBL6 mostraram maior afinidade pela ligação ao CSA quando testados com domínios únicos recombinantes.

## Resultados maternos e fetais
De modo geral, mulheres com MAG apresentam maior probabilidade de partos prematuros e de terem bebês com baixo peso ao nascer. Em análises sobre possível imunidade contra a malária, alguns estudos mostraram que a presença de anticorpos contra P. falciparum (especificamente anticorpos IgG ou inibidores de adesão ao CSA) pode reduzir a probabilidade de baixo peso ao nascer em bebês de mulheres que tiveram malária associada à gravidez. Entretanto, esses achados não se correlacionam diretamente com imunidade contra malária durante a gestação. A relação entre anticorpos contra P. falciparum durante a gravidez e os desfechos maternos e neonatais permanece variável.[carece de fontes?]
O baixo peso ao nascer em filhos de mães com MAG pode ser atribuído à infecção placentária, bem como a outras complicações, como anemia e desnutrição, já que o parasita da malária pode ser transmitido verticalmente da mãe para o bebê por meio de hemácias infectadas. Crianças nascidas com peso abaixo da média correm risco de outros problemas de saúde, incluindo maior mortalidade.
A anemia é uma grande preocupação como efeito adverso da malária associada à gravidez, pois pode ser fatal para a mãe. Sua causa geralmente é agravada por fatores como nutrição e genética. Alguns estudos sugerem que a suplementação de ferro pode ajudar na anemia materna, mas mais pesquisas em regiões endêmicas de malária são necessárias para melhores recomendações às gestantes com MAG.
Uma revisão sistemática mostrou que filhos de mulheres com MAG também têm maior probabilidade de contrair malária clínica e apresentar parasitemia por P. falciparum, embora a razão para isso permaneça incerta.
Durante epidemias, a morte materna é uma das maiores complicações da malária em algumas regiões. Além disso, a causa é agravada por outras complicações relacionadas à malária, como a anemia.

## Prevenção
Em regiões endêmicas, o rastreio de mulheres grávidas é uma medida preventiva importante para o controle da malária. O diagnóstico precoce reduz os efeitos adversos, uma vez que o tratamento imediato pode ser iniciado.
O uso de mosquiteiros tratados com inseticida, medicamentos preventivos e pulverização interna com inseticida são medidas que reduzem a transmissão da malária em geral. No entanto, há variação na eficácia dessas medidas em gestantes. Em particular, o uso de medicamentos preventivos em mulheres grávidas pode variar em função de fatores como resistência do parasita e políticas de saúde pública. O medicamento mais recomendado em muitos países da África subsaariana é a sulfadoxina-pirimetamina, usado na chamada "terapia preventiva intermitente".
O uso de sulfadoxina-pirimetamina não é mais recomendado fora da África devido à ampla resistência a essa combinação medicamentosa. Em vez disso, estudos vêm analisando a eficácia da mefloquina em diferentes locais, mas os resultados mostram tolerância variável e baixa aceitação por parte das gestantes, devido aos efeitos colaterais.

## Tratamento
O tratamento da malária na gravidez depende do tipo de Plasmodium envolvido, da gravidade do quadro clínico e do trimestre gestacional. A escolha da medicação deve equilibrar eficácia contra o parasita e segurança para a mãe e o feto.

### Malária não complicada
Para a malária causada por P. falciparum em gestantes no segundo e terceiro trimestres, a terapia combinada à base de artemisinina (TCA), como arteméter-lumefantrina, é considerada segura e eficaz. No primeiro trimestre, a quinina associada à clindamicina é geralmente a opção preferida, devido à falta de dados suficientes sobre a segurança das TCA nessa fase inicial.
Para a malária por P. vivax, P. ovale, P. malariae e P. knowlesi, a cloroquina ainda é utilizada quando o parasita é sensível. Em áreas de resistência à cloroquina, recomenda-se arteméter-lumefantrina no segundo e terceiro trimestres, e quinina com clindamicina no primeiro.

### Malária grave
Gestantes com malária grave, geralmente causada por P. falciparum, devem ser tratadas com artesunato intravenoso, considerado mais eficaz e seguro que a quinina parenteral. O tratamento deve ser iniciado o mais rápido possível, em ambiente hospitalar, com suporte clínico intensivo para reduzir a mortalidade materna e fetal.

## Prognóstico
O prognóstico da malária na gravidez depende da espécie de Plasmodium, da carga parasitária, do trimestre gestacional e da rapidez no início do tratamento. Quando não tratada adequadamente, a doença aumenta o risco de mortalidade materna e complicações graves, como anemia severa, hipoglicemia, insuficiência respiratória e choque.
Para o feto, a infecção materna aumenta o risco de aborto espontâneo, natimortalidade, parto prematuro e baixo peso ao nascer, que por sua vez está associado a maior mortalidade neonatal.
Com diagnóstico precoce e tratamento adequado, o prognóstico materno e fetal melhora significativamente. Programas de prevenção, como o uso de mosquiteiros tratados com inseticida e a quimioprofilaxia intermitente em regiões endêmicas, têm mostrado impacto positivo na redução da morbimortalidade.